# کلاته سعید (زاوه)
کلاته سعید روستایی در دهستان زاوه بخش مرکزی شهرستان زاوه استان خراسان رضوی ایران است. بر پایه سرشماری عمومی نفوس و مسکن در سال ۱۳۹۰ جمعیت این روستا ۴۶ نفر (در ۱۶ خانوار) بوده است.